# Kepler-283 c
 (août 2016).
Si vous disposez d'ouvrages ou d'articles de référence ou si vous connaissez des sites web de qualité traitant du thème abordé ici, merci de compléter l'article en donnant les références utiles à sa vérifiabilité et en les liant à la section « Notes et références ».
 (13 février 2016).
Le contenu est difficilement compréhensible vu les erreurs de traduction, qui sont peut-être dues à l'utilisation d'un logiciel de traduction automatique.

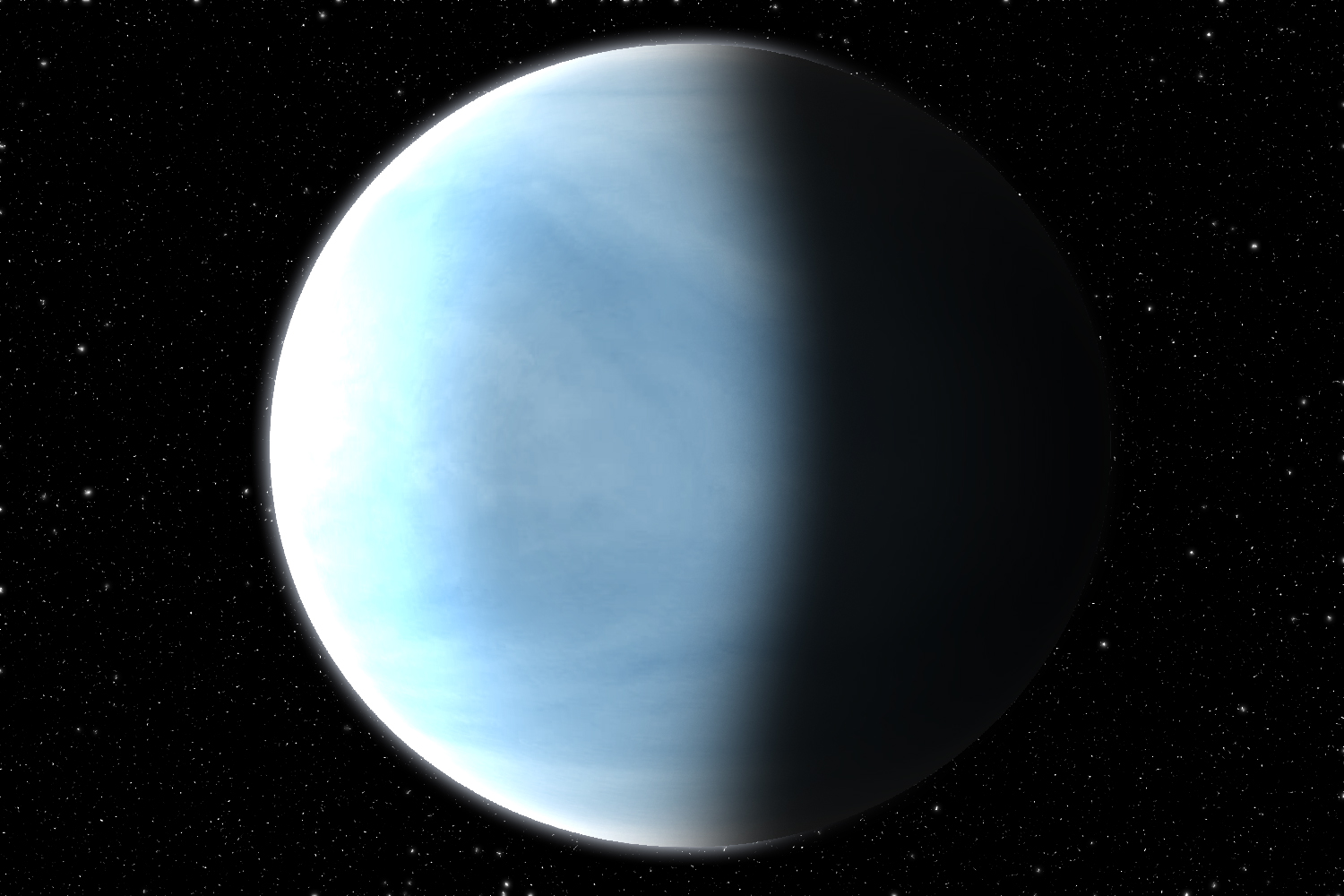
Vue d'artiste de Kepler-283 c.

Kepler-283 c est une exoplanète découverte en 2014 par le télescope spatial Kepler, en utilisant la méthode des transits. Avec un indice de similarité avec la Terre (IST) de 79%, elle est l'une des plus semblables à la Terre de toutes celles qui ont été trouvées à ce jour. Elle gravite autour de l'étoile Kepler-283 qui se situe à une distance d'environ 1496 années-lumière de la Terre.

## Caractéristiques

### Taille
Avec un rayon de 1,81 {\displaystyle R_{\oplus }}(rayon de la Terre), Kepler-283c est une super-Terre. Sa masse estimée, en supposant une composition de fer et de roche comme la Terre, est de 7,04 M⊕. Sa densité serait de 18% supérieure à celle de la Terre, ceci par l'effet de compression de la force gravitationnelle sur les couches internes de la planète. La gravité de Kepler-283 c serait plus de deux fois celle de la Terre, de sorte qu'une personne pesant 80 kg sur Terre pèserait plus de 171 kg sur sa surface.
Avec ces caractéristiques, la masse et le rayon de Kepler-283 c, avec respectivement 6 {\displaystyle M_{\oplus }} (masse de la Terre) et 1,6 {\displaystyle R_{\oplus }}, sont au-dessus des limites définies par l'équipe HARPS-N  - organisme de recherche sur leurs tremblements de terre récents, de sorte qu'il pourrait être un objet avec une surface de terres définies, voire un mini-Neptune ou une transition entre les deux.

### Température
La température de surface moyenne calculée pour Kepler-283 est de 17,95 °C (mésoplanète). Comparativement, celle de la Terre est de 15 °C. Ces estimations sont basées sur la position de la planète dans la zone habitable du système, légèrement décalée vers les extrémités intérieures. Alors que HZD de la valeur des terres (en anglais « Habitable Zone Distance » ou la distance du centre de la zone habitable) attribué par l'habitabilité laboratoire planétaire de l'Université de Puerto Rico à Arecibo, est de -0.5 (déplacé vers la bord interne). Kepler-283 c enregistre pour sa part de -0,58 à 0,1. 

La température réelle de cette planète est inconnue. Il est probable, en raison de sa plus grande masse, qu'elle ait une densité atmosphérique supérieure à celle de la Terre. Dans ce cas, on pourrait s'attendre à des températures encore plus élevées car il ne peut pas être exclu qu'elle soit une « Super-Vénus ».

### Possible rotation synchrone
Il est fréquent que les planètes situées dans la zone habitable d'étoiles de faible masse soient « verrouillées » par les effets de marée. Kepler-283 est une naine orange avec une masse de 0,62 {\displaystyle M_{\odot }} et un rayon de 0,57 {\displaystyle R_{\odot }}. Il est donc possible qu'une planète se situant près de la frontière intérieure de la zone habitable d'une telle étoile (comme Kepler-283 c) soit ainsi en verrouillage gravitationnel, présentant toujours le même hémisphère à son étoile. Même si Kepler-283 c est dans une position relative à son étoile pour que sa rotation soit verrouillée sur sa révolution, il n'est pas possible de conclure directement, car cela dépend de l'âge de ce système planétaire. Cette super-Terre pourrait bien avoir encore un cycle jour-nuit semblable à celui de la Terre.